# Capeludos
A Freguesia de Capeludos é uma freguesia portuguesa do Município de Vila Pouca de Aguiar, com 22,27 km² de área e 363 habitantes (censo de 2021), tendo, por isso, uma densidade populacional de 16,3 hab./km².
Está situada no extremo norte do município, a 20 km da sede. Capeludos, sede da segunda freguesia do município de Vila Pouca de Aguiar, situa-se ao centro de um triângulo que tem por vértices Boticas, Pedras Salgadas (Bornes de Aguiar) e Vidago. Separada das outras duas vilas, Boticas fica para lá do Rio Tâmega o que torna difícil o acesso à terra, “do vinho dos mortos” mas comunicando por estâncias termais referidas por estradas, muito embora de fraca qualidade.
Inclui no seu territórios os seguintes lugares: Adagoi, Bulhão, Capeludos de Aguiar, Freixeda da Cabugueira, Lama da Bouça, Paço, Carrazedo da Cabugueira e Vilarinho de São Bento.
A sua população em decréscimo, a envelhecer nitidamente nos últimos anos, vive do trabalho ingrato e nada lucrativo da lavoura em crise profunda nesta região. A sua gente jovem sem possibilidades de aqui levar uma vida melhor, agarrou-se à emigração abalando sobretudo para a Suíça, em busca de francos que possam contribuir para a construção de uma casa. Isso já se verifica, pois já são muitos os prédios que se erguem e transformam a paisagem e dando vida a morros ou a qualquer sítio, abraçando já toda a aldeia de novas moradias. Moradias que acabam, afinal, por ficar fechadas a maioria dos meses do ano, apenas em Agosto, os emigrantes aparecem a matar saudades do ninho onde nasceram, dos pais que lhes deram a vida ou ao convívio de amigos de infância. Os que por lá ficaram tentam ganhar algum dinheiro na construção civil. Os mais velhos, passam o tempo ao calor do sol ou num entretenimento de sueca à mesa do café.

## Demografia
A população registada nos censos foi:
| Distribuição da População por Grupos Etários | Distribuição da População por Grupos Etários | Distribuição da População por Grupos Etários | Distribuição da População por Grupos Etários | Distribuição da População por Grupos Etários |
| -------------------------------------------- | -------------------------------------------- | -------------------------------------------- | -------------------------------------------- | -------------------------------------------- |
| Ano                                          | 0-14 Anos                                    | 15-24 Anos                                   | 25-64 Anos                                   | > 65 Anos                                    |
| 2001                                         | 73                                           | 56                                           | 291                                          | 182                                          |
| 2011                                         | 25                                           | 37                                           | 202                                          | 176                                          |
| 2021                                         | 15                                           | 14                                           | 147                                          | 187                                          |

### História
Nas Terras de Capeludos por lá andaram povos antigos, os árabes e romanos que vinham à conquista da Península, provam-no as noras de poços de rega que os primeiros construíram na necessidade de promoverem a agricultura, de irrigar os campos valiosos que se estendiam aos pés do lugar do Castelo, num morro alto donde se desfruta um horizonte largo que se perde até ao Vidago, e onde certamente se aninharam, os primeiros habitantes desta zona do concelho de Aguiar. As fontes e os caminhos romanos que levavam ao Tâmega, o castro, as casas brasonadas, tudo se conjuga para atestar a passagem por estas bandas dos invasores da Península.
Os túmulos feitos nas rochas, uns com sinais de serem cobertos e outros não, onde os mortos eram expostos ao sol de Verão, à chuva dos Invernos rigorosos e sobretudo à voragem dos corvos, vão desaparecendo com camadas de cimento. O mesmo vai acontecendo aos lugares onde se sacrificavam animais.
Do Castro ou Castelo atinge-se uma vista de sonho até Vidago, do Município de Chaves, até Pinho, do Município de Boticas.
O Tâmega empresta à paisagem uma nota deslumbrante que embebeda o nosso olhar de beleza sem igual.
Capeludos foi vila e sede de concelho, a que Dom Afonso III concedeu carta de foral em 12 de julho de 1255, confirmado a 30 de agosto desse mesmo ano. Beneficiou também do foral novo, concedido por Dom Manuel, a Aguiar de Pena, em 22 de junho de 1515. 

#### Casas nobres
Duas casas brasonadas em Capeludos e uma mais em Freixeda, são sinal evidente de antiga realeza ou fidalguia- diz-se que vinda de Braga- os três solares a degradarem-se dia a dia, mesmo já em completa ruína um deles, pois os actuais proprietários já não os habitam.
Foi primeiro fidalgo do solar sito em Cimo de Vila, Gonçalo Fontes. No brasão podem ver-se as armas dos Sampaios, dos Carneiros, dos Canavarros e dos Teixeira.
O primeiro senhor da casa da Lage, no largo de S. José, de nome Álvares, e a primeira morgada Maria Leonor de Almeida Andrade. O escudo está dividido em pala com as armas dos Almeida e dos Chaves.
No solar da Freixeda, sito no largo principal da aldeia, ainda conservado, foi primeira senhora Maria de Sousa Machado Canavarro Gomes de Carvalho Morais e a última Maria Zulmira de Sousa Canavarro Gomes de Carvalho Morais, ainda viva e residente na cidade de Coimbra.
No brasão pode ver-se o escudo dividido em quatro quartéis com as armas dos Sousas, dos Machados, dos Teixeira e dos Leites.

### Monumentos
Podem ainda encontrar mais alguns monumentos antigos nesta aldeia. 
É digna de se visitar a Igreja construída em 1726 e apreciar a talha magnífica do altar- mor, os dois altares laterais, um deles, o das Almas, com uma tela valiosa. Ao fundo do templo, bem trabalhada em pedra granítica, está a pia baptismal.
Na frontaria simples, colocaram um relógio que canta toda a Ave-Maria. O Santo padroeiro é São João Baptista, mas a festa anual da aldeia era feita em Honra de Santa Bárbara, que se realiza no mês de Agosto. Aqui existem mais três Capelas, uma é da Nossa Senhora das Necessidades, a outra é da Nossa Senhora da Conceição e por fim a de São Gonçalo. É feita a festa em honra a São Gonçalo no mês de Janeiro, à Nossa Senhora da Conceição dia 8 de Dezembro e no último domingo de Maio. É pároco, há cerca de quarenta anos, o Dr. António Garcia Fernandes.

#### Festas e Romarias
| Freguesia de Capeludos | Orago da Freguesia - São João | Data                                     |
| ---------------------- | ----------------------------- | ---------------------------------------- |
| Capeludos de Aguiar    | Nossa Senhora da Conceição    | 4º domingo de maio                       |
| Capeludos de Aguiar    | São João                      | 24 de junho                              |
| Vilarinho de S. Bento  | São Bento                     | o domingo entre11e17 de julho            |
| Adagói                 | Nossa Senhora de Fátima       | domingo a seguir a Vilarinho de S. Bento |
| Capeludos de Aguiar    | Santa Bárbara                 | 2º domingo de agosto                     |
| Freixeda               | Nossa Senhora de Fátima       | 15 de agosto                             |
| Capeludos de Aguiar    | Nossa Senhora da Conceição    | 8 de dezembro                            |
| Freixeda               | Santa Luzia                   | 13 de dezembro                           |

### Bairros
- Bulhão
- Lama da Bouça
- Paço
- Touça
- Cimo de Vila
- Eirô
- Toital
- Presa
- Senhor do Bonfim

### Aldeias
- Capeludos de Aguiar
- Adagoi ou Adagói
- Vilarinho de São Bento
- Freixeda da Cabugueira

## Personalidades

### Aníbal Ferreira do Espírito Santo
Aníbal Ferreira do Espírito Santo foi escritor e poeta que durante dezenas de anos leccionou na Escola Primária da aldeia, tendo falecido em 29 de janeiro de 2011. A aldeia de Capeludos foi a residência deste escritor e poeta que durante dezenas de anos leccionou na Escola Primária da aldeia.. É considerado como uma referência entre as personalidades de Trás-os-Montes, surgindo no  "Dicionário dos mais ilustres Transmontanos e Alto Durienses".

### Luís António Alves dos Santos
Outra figura ligada a Capeludos foi Luís António Alves dos Santos (1806-1873), também conhecido por "Luiz Negro", por usar no exercício da sua profissão de carrasco o seu "Gabão" preto (GABÃO - s.m., do Persa "Kába", manto, capote com capuz, mangas e cabeção). Para a fama de Luís Alves,«o Negro», sinistro funcionário do Magistério Público, muito teria concorrido o facto do Conde de Ouguela o ter entrevistado na prisão do Limoeiro e Leite Bastos haver escrito um romance histórico e biográfico sobre tal personagem com o título O Último Carrasco de Portugal e ainda ser referenciado por Camilo Castelo Branco em Noites de Insónia.
Luís foi preso em Vila Pouca de Aguiar onde respondeu por dezoito crimes que se lhe atribuíram, mas que ele sempre contestou. Confessou, isso sim, que só matara por duas vezes, mas em legítima defesa.
Com dezasseis anos apenas, em 1822, alistou-se no regimento de Cavalaria e logo que acabou a recruta, viu-se envolvido na revolução iniciada pelo General Silveira, servindo o exército dos realistas.
Ao voltar à sua aldeia, Capeludos de Aguiar, depressa a deixou não sem lutar contra trinta soldados do Regimento n.º 9 que vinham para o levar, vivo ou morto. Era o dia 23 de dezembro de 1835.
Cercada a sua casa feriu três soldados e um Sargento. Andou então fugido por montes de Redubas sendo de uma vez convidado para uma pescaria no Tâmega por um amigo do seu tio Caetano Pereira. Mas tratou-se de uma emboscada, pois saltaram-lhe ao caminho três homens de arma aperrada, mas o Negro conseguiu vencê-los a murro, fugindo de seguida para longe. Em 11 de maio de 1836 foi finalmente preso e quase o levaram morto para Chaves onde foi posto a ferros. Julgado sete meses depois foi provado que estava livre das culpas que lhe imputaram no processo. Mesmo assim ficou preso mais dezassete meses conseguiu fugir e voltar a Capeludos, sua aldeia natal.
Sempre perseguido, tomou a resolução de ir para o Rio de Janeiro mas foi denunciado por um amigo traiçoeiro e de novo deu entrada na cadeia de Chaves carregado de ferros. Em quarenta dias de calabouço foi interrogado de dois em dois dias para dizer o nome de quem o tinha ajudado na fuga da prisão. Revelado o segredo, foi detido mais três anos a ferros. Foi nesta ocasião que lhe instauraram os já citados dezoito processos. Numa das audiências sentindo a falsidade das testemunhas e perdido o sangue frio de que sempre dera mostras, atirou o banco em que estivera sentado à cara do supremo magistrado que o julgava.
Foi, por isso, condenado à morte. Entretanto evitaria essa pena com a condição de exercer o cargo de executor de alta justiça e com o soldo de 4,100 reis verba que sempre recebeu até que a pena de morte foi extinta em Portugal.
O ex-soldado dos Dragões de Portugal tornara-se, desta maneira, o Último Carrasco de Portugal. No ano de 1873 os jornais diários davam a notícia em primeira página: Luís Alves, o Negro, falecia, aos sessenta e sete anos, depois de uma vida atribulada, na cadeia do Limoeiro aos 18 de agosto, cerca das nove horas da manhã. Não soube vencer os ataques epilépticos e asmáticos que lhe foram fatais. Em todo o tempo em que vigorou a pena de morte apenas encarregue de uma execução, na cidade de Tavira, no Algarve, em 1845. Mas sem coragem para matar a sangue frio, deu ao seu imediato todo o dinheiro que tinha- três pintos- para o substituir nas funções do cargo de carrasco. Luís Negro teve sempre bom comportamento na cadeia. Esse soldado dos Dragões de Chaves, condecorado em campanha, esteve em todas as acções militares em volta do Porto, nas batalhas de Almoster e Asseiceira. Era um valente, de raça, mas bulhento e terrível quando ofendido, chegando ao ponto de cobrir o corpo ao seu companheiro Simões, ajudante no ofício de algoz, só por ele dizer que Luís era um cobarde, sem coragem para fazer execuções!
Em Portugal, disse-se então que num país de brandos costumes, nem mesmo o carrasco enforcava os condenados à morte! Fez ainda parte da Legião Ligeira que veio a Lisboa em 1833 e ganhou três condecorações.
Acabou pobre. Mas a sua longa folha de serviços militares justificava que, em lugar de carrasco, fosse antes invejado por muitos heróis.